# 城代
城代（じょうだい）是指日本戰國時代各城池城主負責在戰時留守或平時管理的稱呼。一般戰國時代大名的會指派家臣擔任一些主要或重要的城池讓家臣管理政務、軍事及大小雜事（民生通常不在此限）。在江戶時代，幕府會指認旗本或譜代大名（有時是大名自己的家臣）來擔任此職務。